# Каргыш (фольклор)
Каргыш (ҡарғыш — проклятие) — жанр башкирского обрядового фольклора, призванный пожелать несчастье кому-либо. Распространён в фольклоре разных народов.

## История
Жанр каргыш исходит к доисламским верованиям, связанным с верой в магическую силу слова.
Распространён в стихотворной и прозаической формах.

## Характеристика
Каргыш произносится с целью навлечь на адресата беду, смерть, болезни, бедность, неудачи, раздоры в семье и др. («Ирҙән ҡалғыр, /Ирҙән ҡалғыр! /Ата ҡаҙҙан ҡалған /Инә ҡаҙҙай ҡаңғыр!» — «Остаться тебе без мужа! /Остаться тебе без мужа, /Страдай, как гусыня, /Оставшаяся без гусака!»).
Каргыш относится не только к человеку, но и событиям — войне, природным явлениям и др. Может сопровождаться ритуальными действиями: исполнитель обряда (обычно женщина) выходит в поле или поднимается на гору и, распустив волосы, обняв себя руками и скрестив ноги, громко произносит каргыш.
Каргыш нельзя произносить в доме, во время восхода солнца и т. п.
Для нейтрализации действия каргыша используются заклинания «Ҡарғышың — ҡара башыңа!» («Пусть твоё проклятие падёт на твою голову!»), «Ҡарғаған ауыҙыңа ҡарға оялаһын!» («В устах, произнёсших проклятие, пусть угнездится ворона!») и др.
В противоположность каргышу — алгыш («Сологоң ҡотло булһын, күс артынан күс ҡунһын!» — «Пусть мёду много будет, да рой за роем прилетит!») относится к благопожеланиям.
В настоящее время каргыш переходит в разряд бранных слов («ер йотҡор» — «пусть тебя земля проглотит», «ҡороғор» — «чтоб ты иссох», «муйының сыҡҡыр» — «чтоб ты себе шею сломал» и др.).